# Nereis variegata
Nereis variegata är en ringmaskart som beskrevs av Armand-Marie-Vincent-Joseph Renier 1804. Nereis variegata ingår i släktet Nereis och familjen Nereididae. Inga underarter finns listade i Catalogue of Life.